# Antiokhosz (író)
Antiokhosz (4–5. század) ókeresztény író, püspök.
A források halálának dátumát 403 és 408 közé teszik. Ptolemaisz püspöke, és Aranyszájú Szent János ellenfele volt. Két beszédéről van tudomásunk, mindkettőből mindössze töredékek maradtak fenn.